# Chickens
Chickens er en amerikansk stumfilm fra 1916 af Walter Stull og Bobby Burns.

## Medvirkende
- Bobby Burns som Pokes.
- Walter Stull som Jabbs.
- Ethel Marie Burton som Ethel Gotrocks.
- Oliver Hardy.
- Frank Hanson.